# Balgoij

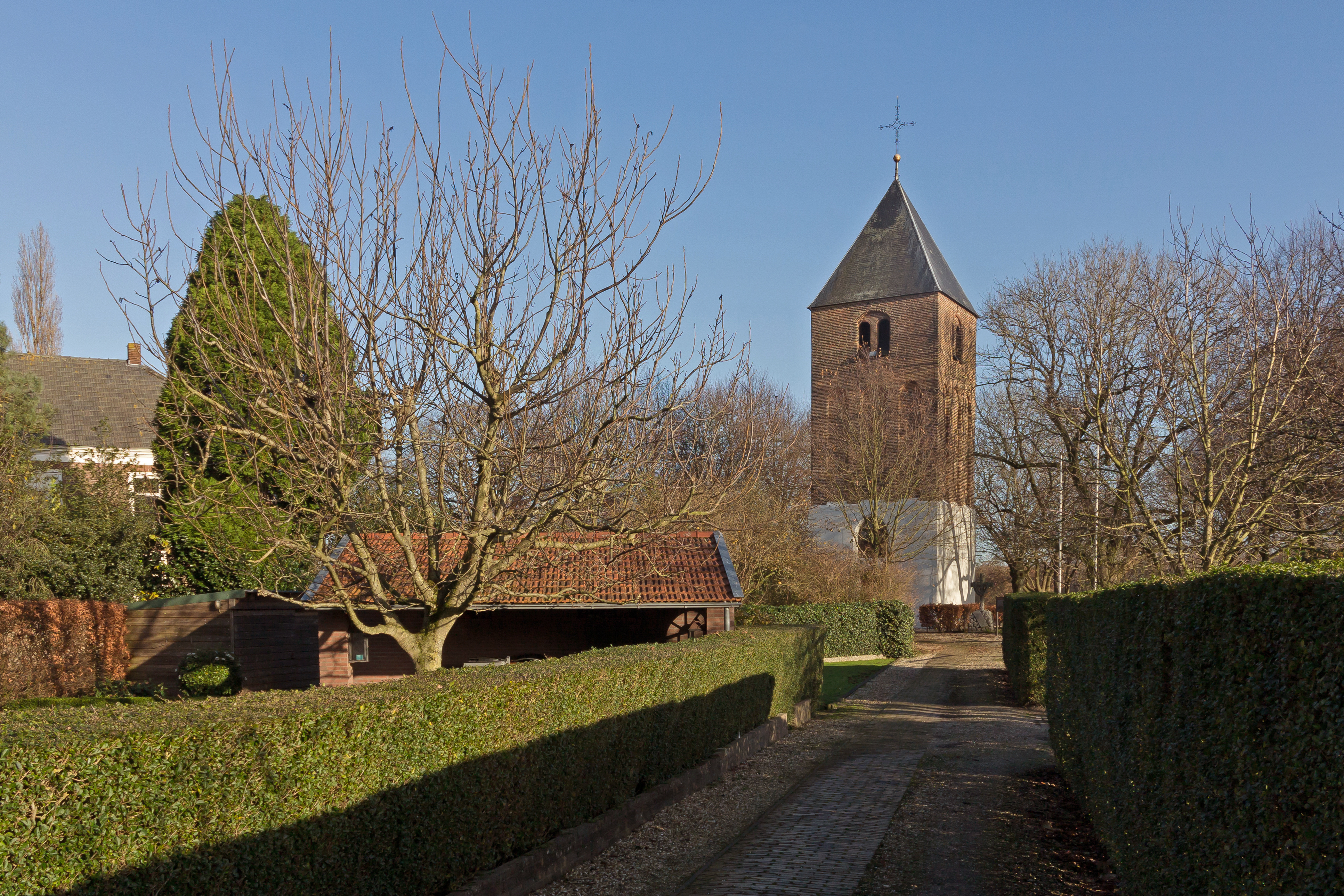
La tour de l'ancienne église.

Balgoij, parfois Balgoy, est un village situé dans la commune néerlandaise de Wijchen, dans la province de Gueldre. Le 1er janvier 2006, le village comptait 760 habitants.

## Historique
Le 1er mai 1923, la commune de Balgoij a été rattachée à Overasselt. Lorsque la commune d'Overasselt est rattachée à Heumen en 1984, Balgoij passe à Wijchen. Keent appartenait également à la commune de Balgoij, qui était également appelé Balgoij en Keent.